# Caño Paujil
Caño Paujil är ett vattendrag i Colombia.   Det ligger i departementet Caquetá, i den södra delen av landet, 600 km söder om huvudstaden Bogotá.